# Ivanhoe (Carolina del Nord)
Ivanhoe és una concentració de població designada pel cens dels Estats Units a l'estat de Carolina del Nord. Segons el cens del 2000 tenia 311 habitants.

## Demografia
Segons el cens del 2000, Ivanhoe tenia 311 habitants, 113 habitatges i 83 famílies. La densitat de població era de 23,9 habitants per km².
Dels 113 habitatges en un 35,4% hi vivien nens de menys de 18 anys, en un 49,6% hi vivien parelles casades, en un 19,5% dones solteres, i en un 26,5% no eren unitats familiars. En el 22,1% dels habitatges hi vivien persones soles el 12,4% de les quals corresponia a persones de 65 anys o més que vivien soles. El nombre mitjà de persones vivint en cada habitatge era de 2,61 i el nombre mitjà de persones que vivien en cada família era de 3,1.
Per edats la població es repartia de la següent manera: un 26,7% tenia menys de 18 anys, un 6,8% entre 18 i 24, un 30,2% entre 25 i 44, un 22,5% de 45 a 60 i un 13,8% 65 anys o més.
L'edat mediana era de 39 anys. Per cada 100 dones de 18 o més anys hi havia 101,8 homes.
La renda mediana per habitatge era de 22.500 $ i la renda mediana per família de 32.917 $. Els homes tenien una renda mediana de 20.000 $ mentre que les dones 18.458 $. La renda per capita de la població era d'11.305 $. Entorn del 6,8% de les famílies i el 6,2% de la població estaven per davall del llindar de pobresa.

## Poblacions més properes
El següent diagrama mostra les poblacions més properes.